# Chromatoiulus taygeti
Chromatoiulus taygeti är en mångfotingart som beskrevs av Pius Strasser 1976. Chromatoiulus taygeti ingår i släktet Chromatoiulus och familjen kejsardubbelfotingar. Inga underarter finns listade i Catalogue of Life.